# Атамань
Атама́нь — туристический комплекс казачьей станицы в натуральную величину под открытым небом на Таманском полуострове (Краснодарский край). Общая площадь музея составляет 60 га. Открыт 5—6 сентября 2009 года.

## История
На западной окраине станицы Тамань, на берегу Таманского залива Чёрного моря в августе 2009 года открыт этнотуристический комплекс казачьей станицы, построенной в натуральную величину. Экспонаты музея, собранные по станицам края, показывают быт и уклад жизни казачьих семей в XVIII—XX веке. Для беглого осмотра достопримечательностей требуется не менее 2-3-х часов. Каждая хата спонсируется и закреплена за отдельным муниципальным образованием Краснодарского края.

## Описание комплекса
Комплекс состоит из нескольких улиц казачьей станицы, на которых каждое подворье представляет отдельную должность, специальность или промысел: гончара, сапожника, цирюльника, хат простых казаков, атамана, старосты и т. д. Есть школа, пожарный, мельница, церковный приход. В отдельное поселение выделен сказочный домик на курьих ножках со всеми атрибутами бабы Яги.
Над комплексом возвышается часовня. Имеется большая автостоянка и ярмарочная площадь.
Традиционная историческая технология строительства хат была предельно проста: каркас из жердей, а если была возможность, — из брёвен. Каркас, точно также как и плетень или тын, заплетался хворостом. Получившиеся прозрачные стены обмазывались с двух сторон глиной, тщательно замешанной с мелкой соломой. Потолки по балкам забирались короткими брёвнышками или досками, или, на худой конец, также как и стены, заплетались и обмазывались глиной. Крыша по жердям накрывалась снопами ровно уложенного камыша, а там, где камыша не было, снопами соломы, которые заливались жидкой глиной. В хате выкладывалась печь. Из грубо остроганных досок делались двери. Более тщательно изготовлялись окна в две рамы. Полы были из досок только в зажиточных семьях. Более бедные избы обходились земляными набивными полами, которые регулярно смазывались коровьяком (коровий помёт). Ежегодно хата белилась изнутри и снаружи мелом или известью.
Летом топить печь в хате было не принято. В каждом дворе была летняя кухня с плитой, которая топилась растительным мусором: мелкий хворост, сухая трава, кизяки, солома и др. Для печи в хате на зиму заготовлялись дрова, реже уголь.
Фактические постройки в Атамани являются имитацией исторических и выполнены с использованием современных технологий и материалов, а колодцы и подвалы обозначены лишь надземной частью, так как весь комплекс построен на земле, имеющей важное археологическое значение.
Инфраструктура Атамани показывает не только уклад жизни кубанского казачества XIX—XX века, но и жизнь всех казачьих станиц юга СССР в послевоенный период восстановления разрушенного хозяйства. Сначала землянка, затем хата-мазанка.
Этот уклад жизни помнят ныне живущие, как что-то потерянное. Этим дорог созданный комплекс, возродивший память недавней нашей жизни.
Домашняя утварь ещё есть в наличии по станицам и деревням, но при отсутствии надобности в промышленном выпуске увидеть старые утюги, прялки, гончарные станки, керосиновые лампы, котелки, горшки, печные рычаги и ухваты, домашние мельницы, и прочее можно только в музеях.

## Фото галерея

Атамань
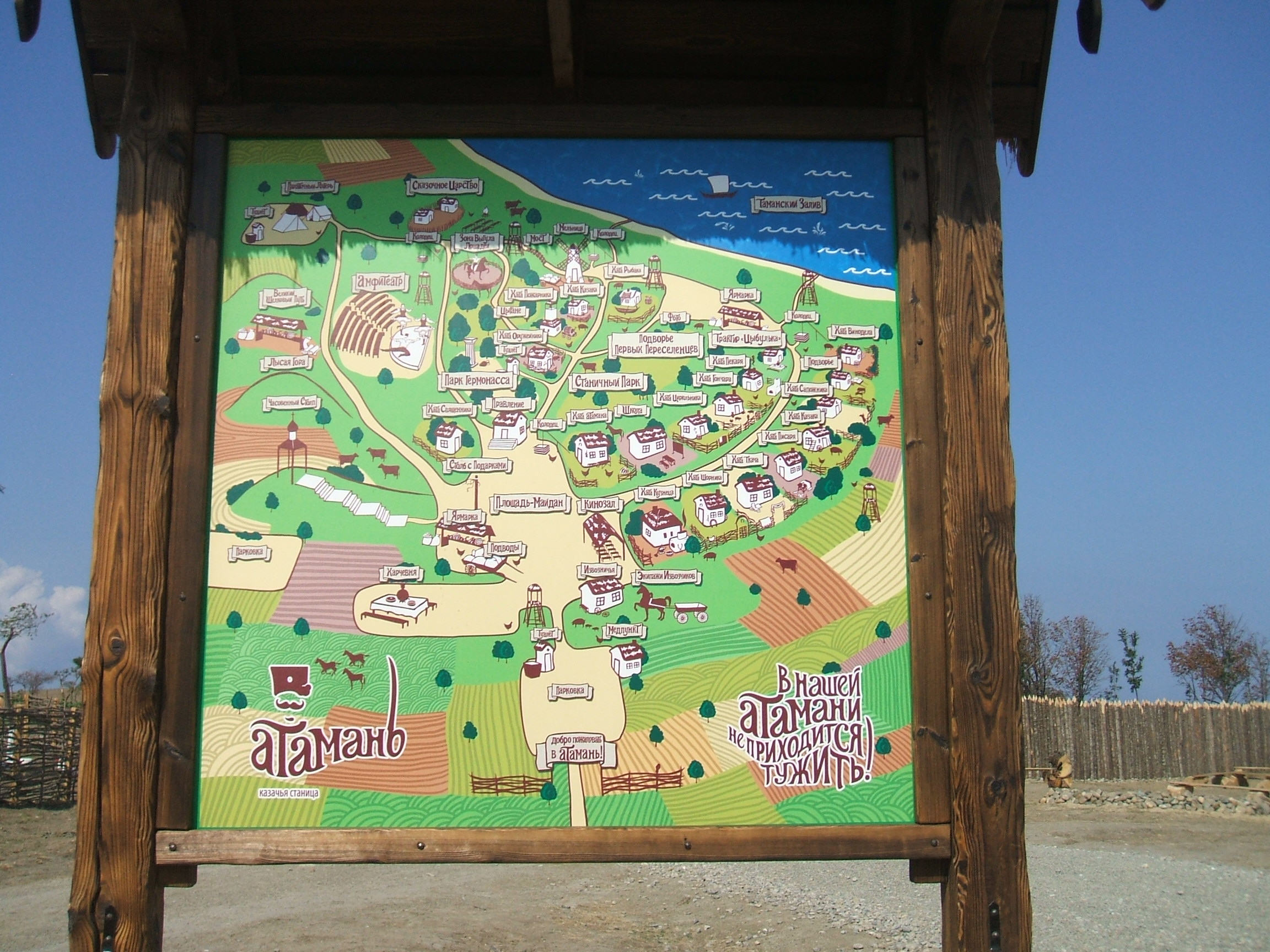
План Атамани
Из века в век
Главный въезд
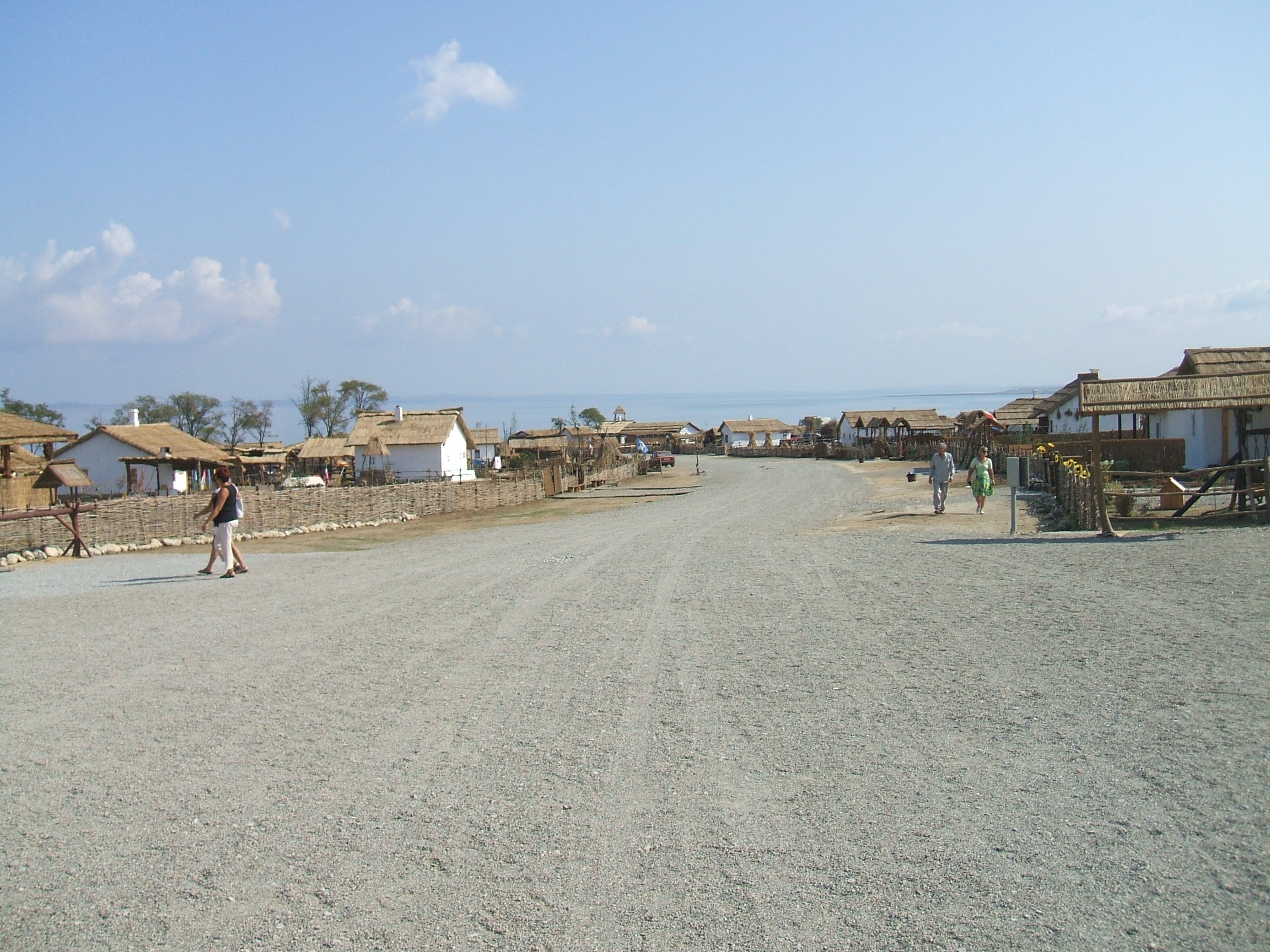
Главная улица
Дворик
Колодец дворика
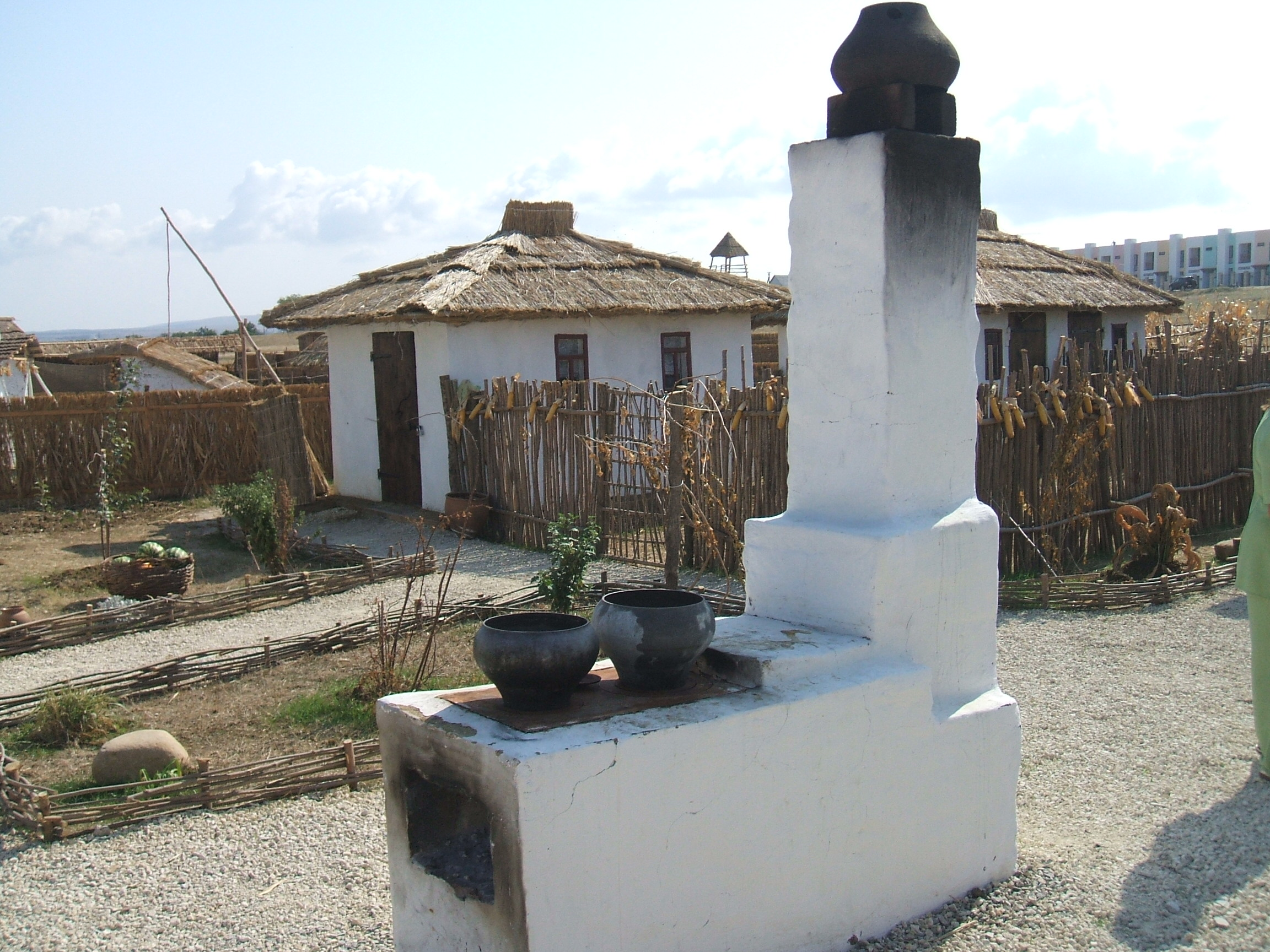
Печь дворика
Навес дворика
Хлеб соль
Изба казака
Изба гончара
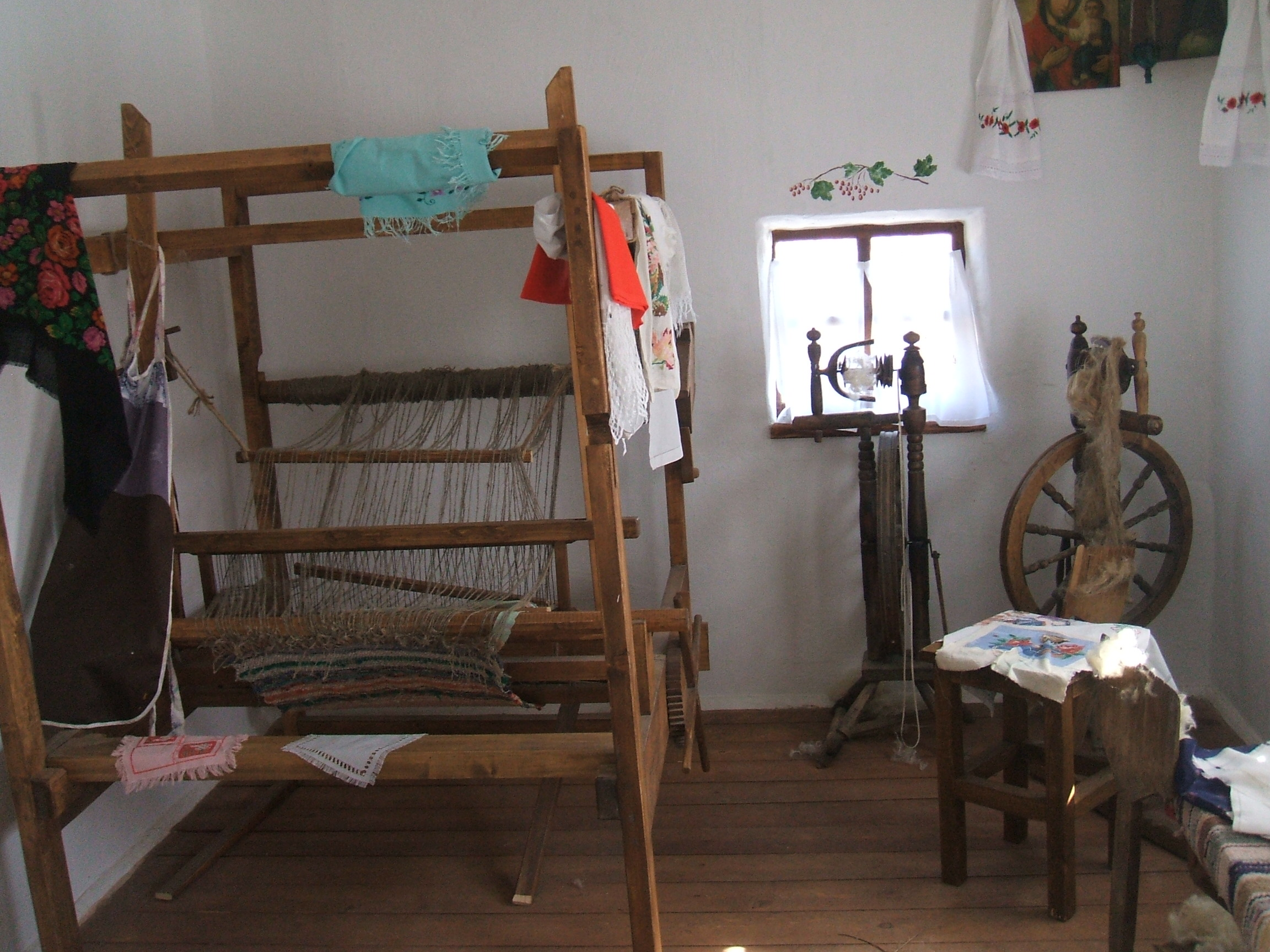
В избе ткача
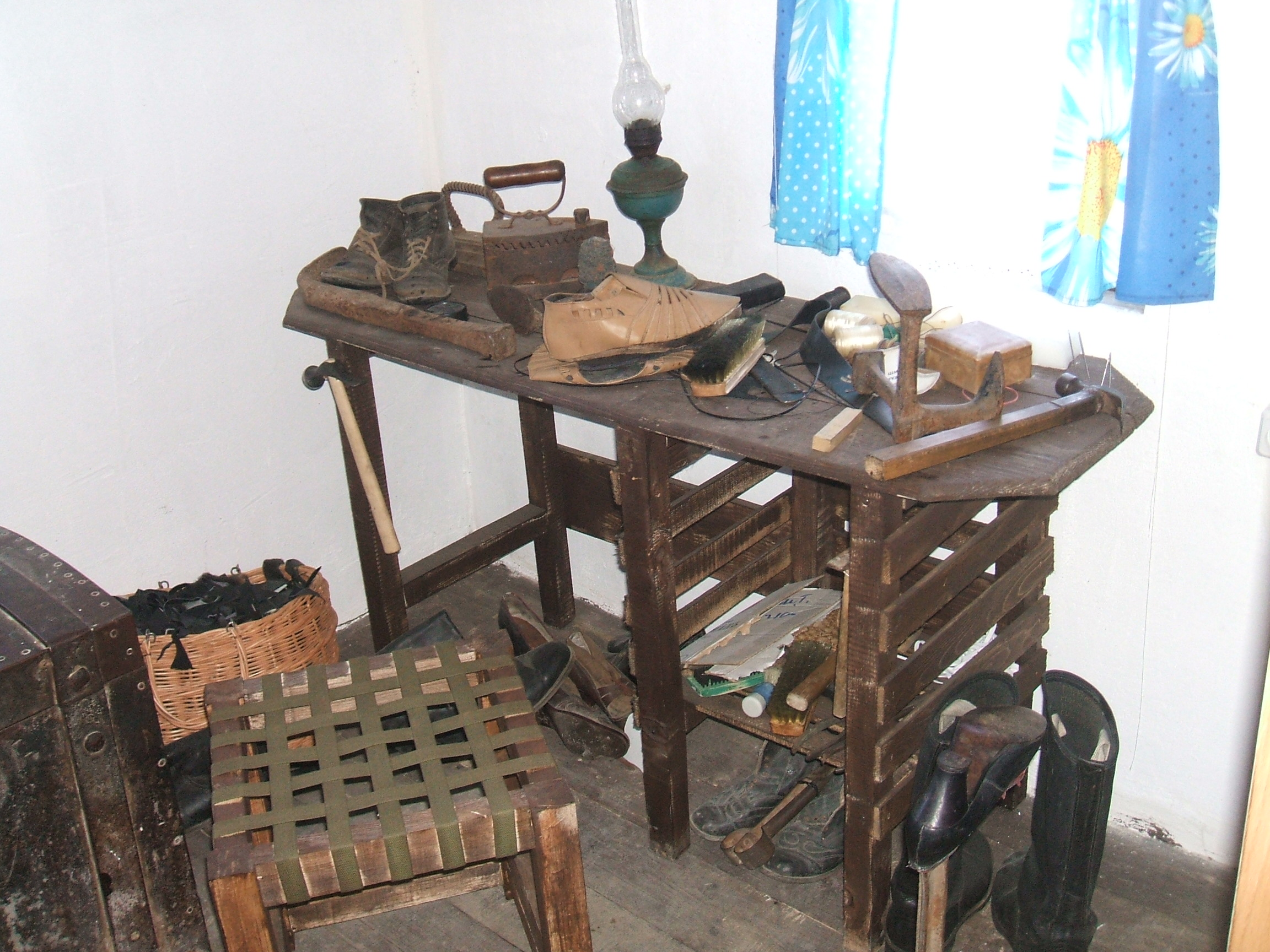
В избе сапожника
Изба мельника
Изба парикмахера
Изба шорника
Школа
Кузня оружейника
Легенда о кузнеце
К дому бабы Яги
Дом бабы Яги
Печь бабы Яги
Коновязь
Курень